# Pürstling (Sankt Wolfgang)
Pürstling ist ein Gemeindeteil von St. Wolfgang im oberbayerischen Landkreis Erding.

## Lage
Die Einöde Pürstling liegt 5,5 Kilometer östlich der Kirche von Sankt Wolfgang und 2,7 Kilometer westlich von Oberornau. Die Einöde liegt 1,5 Kilometer südwestlich des davon unabhängigen Ortsteils Pürstling am Parstling.

## Bevölkerung
Im Mai 1987 lebten dort sieben Einwohner in einem Wohngebäude.